# François Chalais
François-Charles Bauer, dit François Chalais, est un journaliste, grand reporter, puis pionnier dans le métier de chroniqueur de cinéma, né le 15 décembre 1919 à Strasbourg et mort le 1er mai 1996 dans le 8e arrondissement de Paris.

## Biographie

### Famille et jeunesse
François Chalais est le fils d'Émile Bauer, avocat, et de Lucienne Poussigue. Il étudie au lycée de Strasbourg puis dans les facultés de droit de Strasbourg, Bordeaux et Aix-en-Provence.

### Carrière
François Chalais débute dans la presse en écrivant de 1942 à 1944 dans plusieurs journaux, dont Je suis partout (journal collaborationniste, comme la grande majorité de la presse autorisée de l’époque), et Combats, journal de la Milice française (à la rubrique du cinéma). Il affirme, après la guerre, avoir écrit dans les journaux collaborationnistes à la demande de la Résistance, pour transmettre des informations au réseau Vélite-Thermopyles. De fait, il est décoré de la médaille de la Résistance à la Libération puis il rejoint le groupe de presse Amaury, qui avait été lié au réseau « Thermopyles ». Il dirige les pages culturelles de Carrefour entre 1944 et 1952, collaborant ponctuellement aux deux quotidiens du groupe, Le Parisien libéré en 1945, et L'Équipe de 1949 à 1950. Plus tard, il revint à la presse écrite : France-Soir de 1976 à 1986 et le Figaro Magazine de 1980 à 1987 ainsi que Cinémonde.
Il travaille pour la Radiodiffusion-télévision française dès 1947, comme grand reporter pour Cinq colonnes à la une.
Le Manifeste des 121, titré « Déclaration sur le droit à l’insoumission dans la guerre d’Algérie », est signé par des intellectuels, universitaires et artistes et publié le 6 septembre 1960. À la Radiodiffusion-télévision française, les signataires se voient interdire toute collaboration au sein d'un comité de réalisation, tout rôle, interview, citation d'auteur ou compte rendu d'ouvrage. Frédéric Rossif et François Chalais décident d'interrompre la réalisation de leurs émissions Cinépanorama. François Chalais commente : « Il nous devient impossible de rendre compte de l'ensemble de l'actualité cinématographique. Si Marilyn Monroe vient à Paris, je ne pourrai même pas la présenter aux téléspectateurs car elle me parlera de son prochain film tiré d'une œuvre de Sartre. » Le ministre de l'Information décide alors que François Chalais doit cesser tous rapports avec la RTF. La solidarité des réalisateurs et producteurs obtient la levée de l'interdiction.
En 1962, Alain Delon, qui est déjà une star du cinéma, honorant sa promesse de tourner dans le téléfilm dont il lui avait présenté le projet, tourne Le Chien, l'histoire d'un homme qui en l'espace d'une nuit perd son chien et trouve l'amour. Il est diffusé le 10 mars 1962 sur l'unique chaîne de télévision française.
Chalais participe activement à la création du Festival de Cannes et à son essor, mondialement établi. Il le fait en magnifiant l'événement, à la façon d'un grand reporter de guerre avec toute sa dramaturgie, et en interviewant les gens qui allaient devenir les plus grands noms du cinéma (quand ce n'était pas déjà le cas), dans ses émissions de télévision Cinépanorama et Reflets de Cannes (souvent avec sa complice et première épouse France Roche). La singularité de ses entretiens (maintenant prisés parmi les archives connues) en a fait un modèle du genre ; en opérant sur un ton particulier facilement reconnaissable, avec une certaine rudesse, expérimentée sur le front, sans ambages, curieusement en même temps qu'un élan de camaraderie constant, propre à faire tomber le masque des starlettes et à lancer des conversations plus naturelles.
En 1964, il réalise un deuxième film pour la télévision, intitulé L'Été en hiver.
Dans les années 1960, il réalise plusieurs reportages à l'étranger. Après la révolution, il est le premier journaliste non communiste à filmer librement Cuba. En Asie du Sud-Est, il obtient un énorme scoop en interviewant Madame Nhu, considérée comme la Première dame du Vietnam du Sud. Lors de l'entretien, elle compare les immolations publiques de bonzes à un barbecue, ce qui déclenche un scandale. En 1966, il rencontre le président indonésien Sukarno, officiellement encore président mais en réalité en résidence surveillée.
Il interviewe un pilote américain en janvier 1968, pendant la guerre du Viêt Nam, à l'occasion d'un de ses reportages pour l'émission Panorama intitulée Spécial Vietnam : le Nord vu par François Chalais — au cours duquel il a un entretien avec le Premier ministre du Nord-Vietnam, Pham Van Dong. L'interview a lieu avec son caméraman, Jean-Paul Janssen, et le pilote américain détenu dans une prison nord-vietnamienne n'est autre que John McCain, futur sénateur puis candidat républicain à l'Élection présidentielle américaine de 2008, battu par Obama.
François Chalais a écrit vingt ouvrages, dont dix-sept romans et trois livres de souvenirs, dont Les Chocolats de l'entr'acte (Carrère, 1989). Il a aussi écrit plusieurs scénarios.
En 1975, le prix de l’Académie française récompense son œuvre.

### Duel avec Willy Rozier
En 1949, devant journalistes, photographes et cameraman, François Chalais se bat et perd un duel à l'épée avec le réalisateur Willy Rozier, provoqué par les propos tenus par Chalais sur l'actrice Marie Dea.

### Incident avec Jean-Edern Hallier
En 1983, au cours d'un débat organisé par Philippe Bouvard à Nice pour un colloque des journées mondiales de l’écrivain portant sur le thème « Publicité et littérature », François Chalais a une vive altercation avec l'écrivain pamphlétaire Jean-Edern Hallier, assis à la même tribune. Chalais accuse Hallier de « bidonnage » concernant un reportage sur le Cambodge et Hallier rétorque que Chalais avait écrit des articles pour le journal collaborationniste Je suis partout. Les deux hommes se lèvent et une bagarre éclate entre eux, Hallier reçoit un coup de poing dans la figure.

### Mort

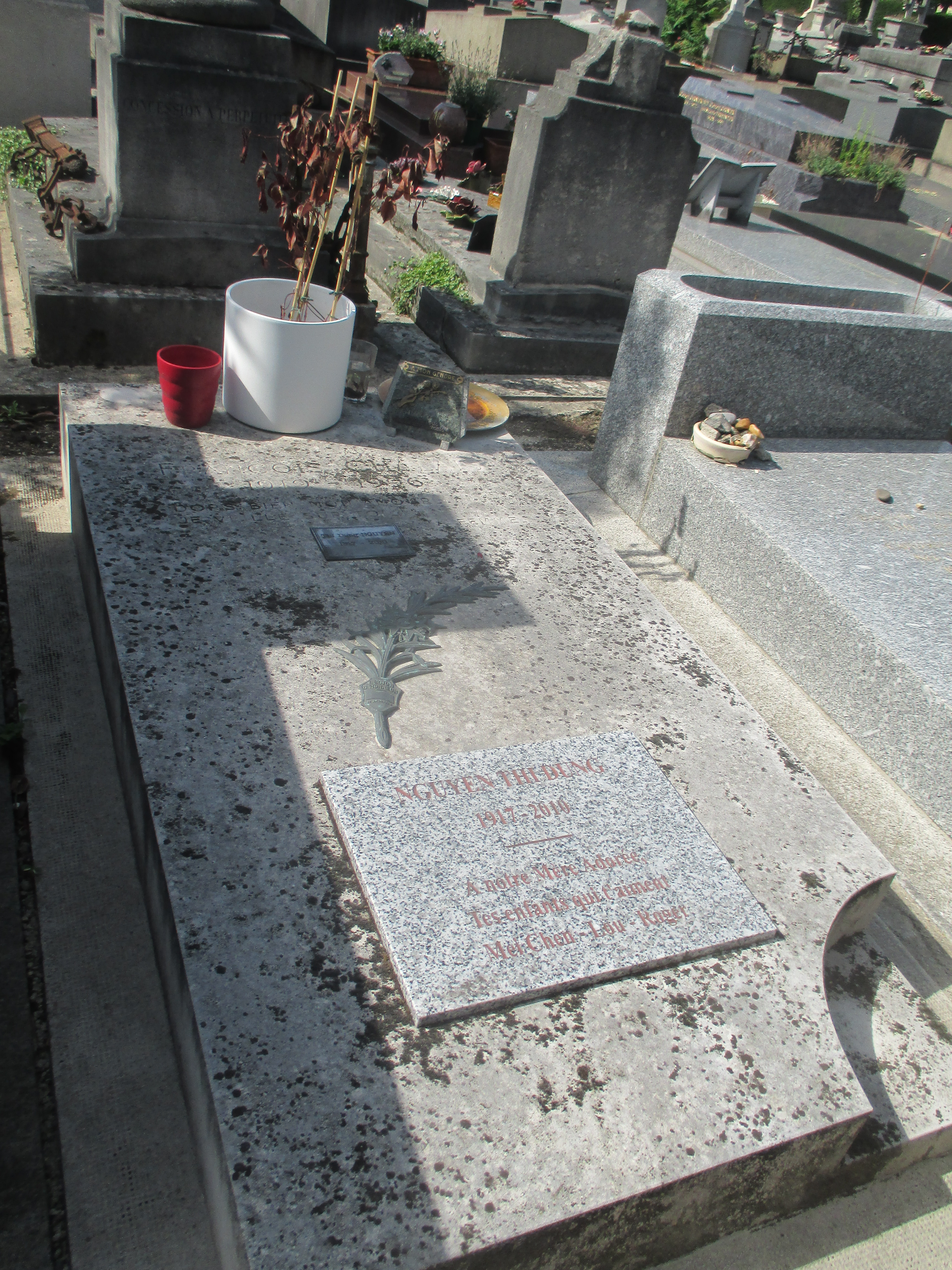
Tombe de François Chalais et de la mère de sa seconde épouse au cimetière ancien de Neuilly-sur-Seine.

François Chalais meurt des suites d'une leucémie en 1996 et est inhumé au cimetière ancien de Neuilly-sur-Seine.

### Vie privée et postérité
François Chalais se marie une première fois en 1946 avec la journaliste et critique de cinéma France Roche. Il épouse ensuite en secondes noces le 5 juin 1970 Thi Hoa N'Guyen, une jeune actrice née au Vietnam en 1949, connue sous le nom de Mei Chen, ayant tourné notamment dans Luana, fille de la jungle (1968). Mei Chen Chalais fait vivre sa mémoire grâce au prix François-Chalais remis chaque année à Cannes à un film voué aux valeurs du journalisme.
Chaque année, un prix François-Chalais du meilleur scénario est également remis au Festival du cinéma russe à Honfleur, dont Chalais présida la première édition en 1995.

## Œuvre

### Ouvrages
- L'Ile d'Yeux, roman, Gallimard, 1952
- Avant le déluge, roman, Gallimard, 1954 ("d'après le scénario de André Cayatte et Charles Spaak")
- Mon oiseau, ma belle, roman, Gallimard, 1968
- L'Atterrissage, roman, Stock, 1974
- La Peau de l'arlequin : Choses vécues, Stock, 1975
- Lettre ouverte aux pornographes, Albin Michel, 1975
- Un été ombrageux, roman, Stock, 1977
- Une année pas comme les autres, Stock, 1978
- Un jour de plus, un jour de moins, roman, Hachette, 1981
- Garry, roman, Plon, 1983
- Le Tir aux alouettes : Choses vécues, Plon, 1985
- Du soleil toute une nuit, roman, Plon, 1987
- Le Brouillard bleu, roman, Albin Michel, 1991
- Hôtel Chimère, roman, Albin Michel, 1994
- Cent portraits sans retouche, Hachette, 1995

### Autobiographie
- François Chalais, Les Chocolats de l'entracte, Paris, éd. Stock, 1972, 349 p., 24 cm (BNF 35111311)

## Documentaire
- Nicolas Henry, L'Aventurier des temps modernes, Licange Productions, 2019, diffusé sur Public Sénat en décembre 2021.